# Vulcana-Pandele, Dâmbovița
Vulcana-Pandele este satul de reședință al comunei cu același nume din județul Dâmbovița, Muntenia, România.

## Obiective turistice
- Schitul Bunea (1656)
- Casa - Atelier „Gabriel Popescu”, muzeu care funcționează în casa lui Gabriel Popescu, renumit gravor în metal din România, originar din acest sat.